# Nanosonde
Een nanosonde (Engels: nanoprobe) is een fictieve zeer kleine robot die in de serie Star Trek gebruikt wordt.
Dit soort kleine robots kunnen door een zeer hoge mate van automatisering en kunstmatige intelligentie tal van taken uitvoeren. Nanosondes zijn zo klein dat er duizenden in een waterdruppel passen. In de serie Star Trek Voyager worden ze voornamelijk gebruikt door de Borg omdat de biologische aanpassing van de Borg veel van het lichaam van de gastheer vraagt. De sondes zijn gemakkelijk programmeerbaar en kunnen zichzelf reproduceren.